# アストラエア (小惑星)

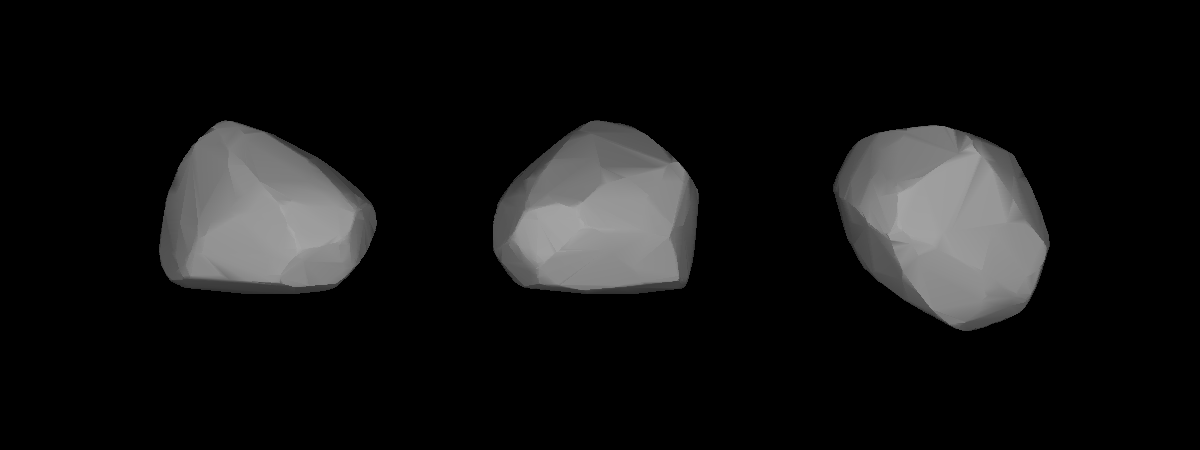
3Dモデル

アストラエア (5 Astraea) は、火星と木星の間の小惑星帯にある、大型の小惑星である。ギリシア神話・ローマ神話に登場する正義の女神アストライアにちなんで名づけられた。

## 概要
アストラエアは1845年12月8日にドイツの天文学者カール・ヘンケによって発見された。これ以前にも4個の小惑星（ケレスは2006年以降準惑星）が発見されており、アストラエアは1807年のベスタ以来38年ぶり、5例目の小惑星の発見となった。アストラエアはヘンケがベスタを探しているときに偶然発見されたものであり、当時ヘンケはアマチュア天文家であった。この発見が称えられ、ヘンケはプロイセン国王フリードリヒ・ヴィルヘルム4世から1,200マルクの年金を授与された。
アストラエアが発見されるまで、小惑星はケレス、パラス、ジュノー、ベスタの4個だけであると思われていたことから、アストラエアの発見は大きく注目された。そしてアストラエアの発見以後、何万もの小惑星が発見された。
かなり小規模な小惑星族を代表する小惑星とされることがある（古在由秀による）。珪酸マグネシウムや珪酸鉄を含んだニッケル鉄によって構成されており、光をよく反射する明るい表面をしている。